# La Trinidad (Panamá)
La Trinidad es un corregimiento del distrito de Capira en la provincia de Panamá Oeste, República de Panamá. La localidad tiene 2.572 habitantes (2010).